# 本新島村 (茨城県)
本新島村（もとしんしまむら）とは、茨城県稲敷郡にかつて存在した村である。本新島郵便局にその名をとどめる。

## 地理
- 現在の稲敷市、旧東町の南東部に位置する。
- 村域のほとんどは平地である。
- 村内は利根川が流れている。

## 歴史

### 沿革
- 1889年（明治22年）4月1日 - 町村制施行により、以下の町村が発足[1][2]。
  - 佐原町 ← 佐原町・佐原新田・篠原村・長島村・中洲村・西代村大字笄島
  - 本新島村 ← 上之島村、上須田村、西代村、野間谷原村、石納村、飯島村、川尻村、大戸村
  - 新島村 ← 扇島村、加藤洲村、磯山村、八筋川村、大島村、三島村、境島村、附洲新田、公官州新田
- 1899年（明治32年）4月1日 - 本新島村の一部（上之島、上須田、西代と石納、飯島の各一部）新島村の一部（八筋川、大島、三島、境島のうち横利根川より西側）、佐原町の一部（佐原新田の一部）が合併し茨城県稲敷郡本新島村を新設。
- 1955年（昭和30年）1月5日 - 本新島村は十余島村、伊崎村とともに合併し東村を新設。同日、本新島村廃止。

### 変遷表
| 本新島村村域の変遷表 | 本新島村村域の変遷表 | 本新島村村域の変遷表 | 本新島村村域の変遷表 | 本新島村村域の変遷表     | 本新島村村域の変遷表 | 本新島村村域の変遷表 | 本新島村村域の変遷表   | 本新島村村域の変遷表 | 本新島村村域の変遷表 |
| 1868年 以前          | 1868年 以前          | 1868年 以前          | 明治22年 4月1日      | 明治22年 - 昭和19年      | 昭和20年 - 昭和64年  | 平成元年 - 現在      | 平成元年 - 現在        | 現在                 |                      |
| -------------------- | -------------------- | -------------------- | -------------------- | ------------------------ | -------------------- | -------------------- | ---------------------- | -------------------- | -------------------- |
| 香取郡               |                      | 上須田村             | 本新島村の一部       | 昭和29年7月15日 本新島村 | 昭和30年1月5日 東村  | 平成8年9月1日 町制   | 平成17年3月22日 稲敷市 | 稲敷市               |                      |
| 香取郡               | 上之島村             |                      | 本新島村の一部       | 昭和29年7月15日 本新島村 | 昭和30年1月5日 東村  | 平成8年9月1日 町制   | 平成17年3月22日 稲敷市 | 稲敷市               |                      |
| 香取郡               | 西代村               |                      | 本新島村の一部       | 昭和29年7月15日 本新島村 | 昭和30年1月5日 東村  | 平成8年9月1日 町制   | 平成17年3月22日 稲敷市 | 稲敷市               |                      |
| 香取郡               | 石納村の一部         |                      | 本新島村の一部       | 昭和29年7月15日 本新島村 | 昭和30年1月5日 東村  | 平成8年9月1日 町制   | 平成17年3月22日 稲敷市 | 稲敷市               |                      |
| 香取郡               | 飯島村の一部         |                      | 本新島村の一部       | 昭和29年7月15日 本新島村 | 昭和30年1月5日 東村  | 平成8年9月1日 町制   | 平成17年3月22日 稲敷市 | 稲敷市               |                      |
| 香取郡               |                      | 八筋川村の一部       | 新島村の一部         | 昭和29年7月15日 本新島村 | 昭和30年1月5日 東村  | 平成8年9月1日 町制   | 平成17年3月22日 稲敷市 | 稲敷市               |                      |
| 香取郡               | 大島村の一部         |                      | 新島村の一部         | 昭和29年7月15日 本新島村 | 昭和30年1月5日 東村  | 平成8年9月1日 町制   | 平成17年3月22日 稲敷市 | 稲敷市               |                      |
| 香取郡               | 三島村の一部         |                      | 新島村の一部         | 昭和29年7月15日 本新島村 | 昭和30年1月5日 東村  | 平成8年9月1日 町制   | 平成17年3月22日 稲敷市 | 稲敷市               |                      |
| 香取郡               | 境島村の一部         |                      | 新島村の一部         | 昭和29年7月15日 本新島村 | 昭和30年1月5日 東村  | 平成8年9月1日 町制   | 平成17年3月22日 稲敷市 | 稲敷市               |                      |
| 香取郡               |                      | 佐原新田の一部       | 佐原町の一部         | 昭和29年7月15日 本新島村 | 昭和30年1月5日 東村  | 平成8年9月1日 町制   | 平成17年3月22日 稲敷市 | 稲敷市               |                      |

## 人口・世帯

### 人口
総数 [単位： 人]
| 1920年（大正 9年） | 2,229 |
| 1935年（昭和10年） | 2,482 |
| 1950年（昭和25年） | 3,322 |

### 世帯
総数 [単位： 世帯]
| 1920年（大正 9年） | 407 |
| 1935年（昭和10年） | 414 |
| 1950年（昭和25年） | 552 |

## 交通

### 道路
- 二級国道
  - 国道125号